# Hans Baur

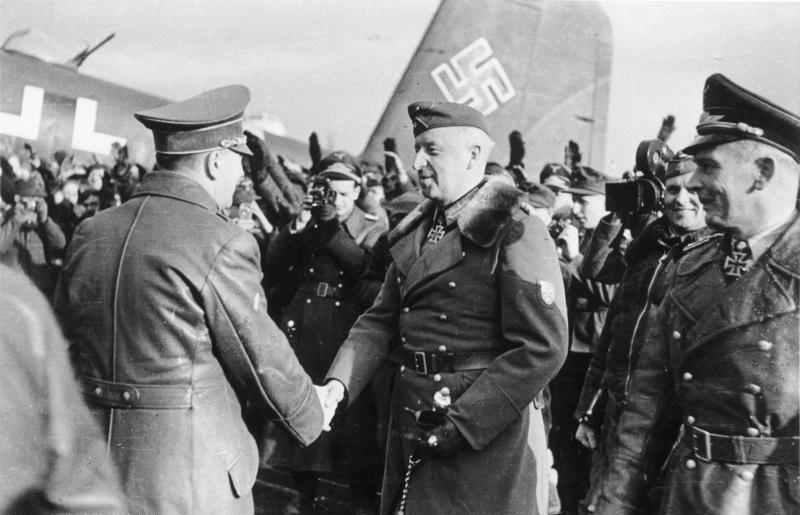
Em 10 de março de 1943, com segurança reforçada, Hitler viajou até Zaporozh'ye, Ucrânia. Na foto se vê o Generalfeldmarschall Erich von Manstein cumprimentando Hitler no aeroporto; na direita está Hans Baur e o Generalfeldmarschall da Luftwaffe Wolfram von Richthofen.

General Hans Baur (19 de junho de 1897 – 17 de fevereiro de 1993) foi o piloto particular do ditador alemão Adolf Hitler durante suas campanhas políticas nas décadas de 1920 e 1930. Nomeado Gruppenführer (Líder de Grupo) na SS, Baur também foi líder do esquadrão "Reichsregierung" durante a guerra.